# 域名密钥识别邮件
域名密钥识别邮件（英語：DomainKeys Identified Mail，簡稱DKIM）是一套電子郵件認證機制，使用公開金鑰加密的基礎提供了數位簽章與身份验证的功能，以檢測寄件者、主旨、內文、附件等部份有否被偽冒或竄改。
一般來說，發送方會在電子郵件的標頭插入DKIM-Signature及電子簽名資訊。而接收方則透過DNS查詢得到公開金鑰後進行驗證。

## 歷史
DKIM是2004年在雅虎的DomainKeys和思科系统的Identified Internet Mail兩套相近的基礎上合併並改進而來的協定，大多數的運作方式與DomainKeys相同。在2007年2月時，DKIM被列入互联网工程工作小组（IETF）的標準提案（Proposed Standard），並於同年5月成為正式標準（Standards Track）並得到主要的電子郵件服務供應商如雅虎、Gmail、美国在线、FastMail率先支持。

## 優點
DKIM的主要優點是可以讓寄件者有效地表明身份，讓收件者可憑藉公鑰確認寄件者並非偽冒、內文未經竄改，提高電子郵件的可信度。郵件過濾器可使用白名單及黑名單機制更可靠地檢測網路釣魚或垃圾電郵。

## 相關項目
- SMTP
- 发件人策略框架
- DMARC

## 外部連結
- （英文） DomainKeys Identified Mail (DKIM) （页面存档备份，存于），DKIM的資訊。
- （英文） DomainKeys Identified Mail (DKIM) Signatures，RFC 4871，DKIM的規格。